# Ryt gallikański
Ryt gallikański (galijski) – katolicki ryt właściwy dla Galii w V–X w. Jest pokrewny z rytem mozarabskim, odrębny zaś od pozostałych rytów zachodnich – rzymskiego i ambrozjańskiego. Liturgię w tym rycie sprawują niektóre wspólnoty starokatolickie we Francji.

## Historia i pochodzenie
Ryt gallikański związany jest ze starożytną Galią zaalpejską, z jej stolicami biskupimi, Marsylią i Arles. Jest on odrębny od liturgii rzymskiej przepracowanej na potrzeby Karolińskiego środowiska kulturalnego, określanej czasem w opracowaniach także jako „gallikańska”. Są to jednak zasadniczo dwie różne od siebie liturgie. Ryt gallikański nigdy nie miał wypracowanego jednego całkowicie wspólnego tekstu modlitwy eucharystycznej. Różne ośrodki związane ze sobą opracowywały – jak wcześniej, gdy obowiązywały eucharystyczne tradycje ustne przekazywane z pokolenia na pokolenie – swoje lokalne warianty sakramentarza.
Ponieważ źródła pisane pojawiły się dopiero w V wieku wraz z procesem spisywania modlitw eucharystycznych,  trudno jednoznacznie określić pochodzenie i początki rytu gallikańskiego. Badacze zgadzają się, że jakaś pierwotna forma tego – znana pod nazwą rytu hiszpańsko-gallikańskiego – była celebrowana także na Półwyspie iberyjskim. Z tej formy pierwotnej wykształcił się m.in. ryt mozarabski.
Trwa jednak spór o to, gdzie czerpała wzory liturgia w kościołach w Galii, która z biegiem czasu zyskała miano rytu gallikańskiego.
Istnieją 4 główne hipotezy próbujące wyjaśnić pierwotne źródła tego rytu: efezyjska, ambrozjańska, rzymska i galijska.

### Teoria efezyjska
Autorem teorii efezyjskiej jest Sir W. Palmer. Według niego ryt gallikański powstał przez przeniesienie obrzędów i zwyczajów liturgicznych z Efezu do Lyonu przez św. Ireneusza, który przejął je pośrednio (przez św. Polikarpa) od św. Jana. Większość współczesnych liturgistów odrzuca jednak tę teorię, odmawiając jej wartości historycznej.

### Teoria ambrozjańska
Na przełomie XIX i XX w. teorię efezyjską odrzucił historyk wczesnego chrześcijaństwa, Louis Duchesne, i zaproponował swoją. Jego zdaniem ryt gallikański powstał w Mediolanie, który – zdaniem o. Duchesne’a – w IV w. był jednym z ważniejszych ośrodków chrześcijaństwa. Stamtąd ryt ten rozprzestrzenił się w Galii, Prowansji, Galii Narboniensis. Belgii, Germanii, Norikum (Austria), Batawii (późniejsze Niderlandy). W zmienionej formie dotarł do Brytanii, Kornwalii, Szkocji, Walii, Irlandii i na Półwysep Iberyjski, a także w mniejszym stopniu rozwinął się w południowej Italii, Sycylii, był poświadczony w Alpach Julijskich (Słowenia), w Recji (Szwajcaria), w Akwilei, nawet w Umbrii. Ligurii, Piemoncie, Toskanii, co nieco w Afryce Północnej i na Malcie, jak również w Dalmacji (Chorwacja), a nawet w samej diecezji rzymskiej (obrządek gelazjański czy wpływ na rzymskie  liturgie monastyczne) z wyjątkiem Watykanu. Wschodnie pochodzenie i akcenty rytu gallikańskiego tłumaczył on tym, że w latach 355–374 na stolicy biskupiej w Mediolanie urzędował pochodzący z Kapadocji Auksencjusz (Auxentius). Za „dowód” na takie pochodzenie rytu gallikańskiego Duchnese służył list papieża Innocentego I (pont. 401–417) do Decencjusza z Gubbio, w którym papież zwracał uwagę na „obce zapożyczenia” w liturgii (m.in. odnośnie do miejsca znaku pokoju w czasie mszy). Ta teoria pociąga za sobą stwierdzenie, że ryt ambrozjański nie jest odmianą rytu rzymskiego, lecz pochodził od rytu gallikańskiego i został zromanizowany później.

### Teoria rzymska
Trzecia teoria, zwana rzymską, nie posiada swojego jednego, głównego autora i opiera się na założeniu, że ryt gallikański nie posiada korzeni wschodnich. W swojej większej części została sformułowana przez Łukasza Probsta, mediolańskiego liturgistę. Należy zaznaczyć, że teoria ta, wyjaśniając pochodzenie rytu gallikańskiego, analizuje tylko kształt gallikańskiej mszy; nie bada więc ani liturgii godzin, ani innych obrzędów liturgicznych (jak chrzest czy pogrzeb). Zwolennicy tej teorii swoje dowodzenie opierają głównie na analizie 2 właściwości mszy gallikańskiej, w kontekście innych rytów: różnorodności nigryków czytanych (śpiewanych) przez kapłana oraz konsekracji.
Różnorodność nigryków czytanych (śpiewanych) przez kapłana
Liturgie wschodnie charakteryzują się względną stałością (niezmiennością) części przewidzianych dla kapłana, tzn. msza nie przewiduje części zmiennych, zależnych np. od dnia, w którym odprawiana jest msza. Istnieje oczywiście różnorodność i określona zmienność śpiewanych propriów (takich jak anafory, tropariony), ale części te wykonywane są przez chór, gdy tymczasem fragmenty przewidziane do odczytania przez kapłana pozostają niezmienne. Tymczasem ryty zachodnie cechują się właściwością odmienną. Widać to chociażby w mnogości prefacji przewidzianych przez Mszał Rzymski. Ryt gallikański cechował się jednak jeszcze większą zmiennością (zob. niżej charakterystyka mszy gallikańskiej).
Konsekracja
Różnica pomiędzy rytami wschodnimi a zachodnimi zachodzi również w słowach formuły konsekracji. Otóż, na Wschodzie stosuje się wzięty bezpośrednio z Pisma św. fragment: „Tej nocy, której został zdradzony” (1 Kor 9, 23–25). Tymczasem Zachód używa formuły: „Tej nocy, której został wydany”. Jednakże w rycie gallikańskim (jak również w mozarabskim do 924 r.) stosowało się formułę konsekracji taką, jak na Wschodzie. Zwolennicy teorii rzymskiej uważają, że taka wschodnia formuła konsekracji była w pierwszych wiekach chrześcijaństwa powszechna również na Zachodzie. Dopiero w IV w., wyniku reform (kiedy to m.in. usunięto z mszy rozesłanie katechumenów, co było skutkiem osłabienia się podziału na mszę katechumenów i mszę wiernych), ustanowiono w Rzymie formułę dziś określaną jako „zachodnią”. Uważa się, że ryt gallikański po prostu nie przyjął tej reformy, stąd zachowały się w nim takie archaizmy, które bierze się za obce (wschodnie) zapożyczenia. Zwolennicy tej teorii za podobny przykład podają dzieje rytu ambrozjańskiego, który nie przyjął późniejszych (z V i VI w.) reform przeprowadzonych w Rzymie.

### Teoria galijska
W.C. Bishop w 1908 r. zaproponował zupełnie odmienne wyjaśnienie pochodzenia rytu gallikańskiego. Otóż, jego zdaniem ryt ten powstał właśnie w Galii, a dopiero później został wzbogacony różnymi innymi zapożyczeniami. Bishop nie wykluczał również, że to właśnie ryt gallikański, powstały w Galii, był w pierwszych wiekach chrześcijaństwa wspólnym dla całego Zachodu.

### Dalsze dzieje rytu gallikańskiego
Dalsze dzieje rytu gallikańskiego – podobnie jak jego początki – nie są dobrze zbadane i pewne. Na Półwyspie Iberyjskim ulegał dalszemu, oddzielnemu rozwojowi, ewoluując w ryt mozarabski. Tam właśnie ryt uporządkowano i zadbano o jego prawną regulację. Inaczej było we Francji, gdzie nie było jednolitej władzy, co skutkowało prawdziwą „liturgiczną anarchią”. Poszczególne synody – w Vannes (465), Agde (506), Vaison (529), Tours (567), Auxerre (578), oraz dwa w Mâcon (581, 623) – próbowały uporządkować sytuację. Jednak przez to – odwołując się często w spornych przypadkach do Rzymu – doprowadziły do romanizacji rytu gallikańskiego i utraty jego dotychczasowego charakteru. Dodatkowe zmiany wprowadzali obecni w Galii w kolejnych stuleciach iroszkoccy misjonarze. Szczególnie nasilony proces romanizacji zachodził w VII i VIII w., kiedy to np. zniesiono (dekretem króla Franków Pepina Krótkiego) śpiew gallikański, zastępując go rzymskim chorałem gregoriańskim. Romanizacja liturgii w Królestwie Franków następowała również za panowania Karola Wielkiego, który m.in. zwrócił się z prośbą do papieża Adriana I o przesłanie ksiąg liturgicznych; opracowane w Rzymie, wysłane na dwór Karola Wielkiego i rozpowszechnione w jego królestwie księgi przyczyniły się do ostatecznej utraty cech gallikańskich w liturgii tych obszarów.

## Inne znaczenia przymiotnika „gallikański”
Termin „gallikański” bywa również stosowany w odniesieniu do:
- odmiany rytu rzymskiego, jaka była obecna na Sycylii za panowania Normanów,
- reformowanych w XVII i XIX w. brewiarzy dla diecezji francuskich.

Nie mają one żadnego związku z omawianym w tym artykule rytem gallikańskim.

## Charakterystyka

### Msza
Charakterystyczną cechą gallikańskiej mszy jest jej zmienność, czyli brak stałych elementów. Wszystkie części mszy są zmienne, z wyjątkiem: 3 kantyków, Trisagionu przed Ewangelią, Prex po homilii, rozesłania katechumenów, modlitw celebransa podczas Offertorium, Wielkiego Wejścia, formuły znaku pokoju, dialogu Sursum corda, śpiewu Sanctus, słów konsekracji, modlitwy Pater noster oraz kilku innych modlitw z obrzędów komunijnych. Porządek mszy w rycie gallikańskim:
- I. Msza Katechumenów
  - Wejście. Śpiew introitu, po którym następowało wezwanie o ciszę wypowiadane przez diakona oraz kapłańskie pozdrowienie: Dominus sit semper vobiscum (takie jak w rycie mozarabskim).
  - Kantyki:
    - Śpiew Trisagionu (Agios, o Theos).
    - Śpiew Kyrie eleison (który zaniknął w rycie mozarabskim).
    - Śpiew Kantyku Zachariasza.

  - Czytania. Lectio Prophetica (Proroctwo) – czytanie ze Starego Testamentu; Lectio Apostolica – czytanie z listów apostolskich bądź Dziejów Apostolskich. Po nich następował śpiew responsoryjny.
  - Ewangelia. Czytanie Ewangelii poprzedzone procesją: diakoni niosą Ewangeliarz i siedem zapalonych świec. Podczas procesji śpiewa się 2 razy cały Trisagion (Agios o Theos/Sanctus), a przed samą Ewangelią – Alleluja.
  - Homilia.
  - Prex. Modlitwa po Liturgii Słowa.
  - Rozesłanie katechumenów.
- II. Msza wiernych
  - Offertorium. Poprzedzone Wielkim Wejściem (jak w liturgiach wschodnich), podczas którego zamykano drzwi kościoła.
  - Modlitwy różne (zależne od dnia), zbliżone do kolekty.
  - Dyptych – modlitwa, podczas której wzywane są imiona świętych oraz wymieniane imiona papieża i biskupa. Po nim następuje modlitwa Post Nomina.
  - Znak pokoju oraz poprzedzająca go modlitwa Ad Pacem.
  - Dialog Sursum corda (tak jak dialog przed prefacją w rycie rzymskim).
  - Inlatio – modlitwa zbliżona do rzymskiej prefacji; podobnie do niej, kończy się wezwaniem do śpiewania Sanctus.
  - Śpiew Sanctus.
  - Zmienna modlitwa Post Sanctus (zależna od dnia).
  - Konsekracja (zob. wyżej – Teoria rzymska).
  - Zmienna modlitwa Post Pridie (zależna od dnia).
  - Łamanie chleba.
  - Pater noster, poprzedzone wezwaniem Ad Orationem Dominicam.
  - Zanurzenie chleba w winie.
  - Błogosławieństwo celebransa. Bądź w formie wezwania celebransa: V) Pax, fides et caritas et communicatio corporis et sanguinis Domini sit semper vobiscum; bądź poprzez wypowiedzenie kilku formuł błogosławieństwa, po których lud każdorazowo odpowiada: Amen.
  - Komunia (podczas której śpiewano zmienną pieśń Ad Accedentes).
  - Modlitwa Post Communion.
  - Rozesłanie. W formie: V) Missa acta est in pace.; lub (jak w rycie mozarabskim): V) Missa acta est in nomine D.N.J.C., proficiamus cum pace.